# Lijst van voetbalinterlands Frankrijk - Uruguay
Deze lijst van voetbalinterlands is een overzicht van alle officiële voetbalwedstrijden tussen de nationale teams van Frankrijk en Uruguay. De landen speelden tot op heden tien keer tegen elkaar, te beginnen met een wedstrijd bij de Olympische Spelen 1924, die werd gespeeld op 1 juni 1924 in Parijs. Het laatste duel, een vriendschappelijke wedstrijd, vond plaats op 20 november 2018 in Saint-Denis.

## Wedstrijden
| №  | Plaats          | Datum            | Competitie        | Wedstrijd           | Uitslag |
| -- | --------------- | ---------------- | ----------------- | ------------------- | ------- |
| 1  | Parijs          | 1 juni 1924      | OS 1924           | Frankrijk – Uruguay | 1 – 5   |
| 2  | Londen          | 15 juli 1966     | WK 1966           | Uruguay – Frankrijk | 2 – 1   |
| 3  | Parijs          | 21 augustus 1985 | Vriendschappelijk | Frankrijk – Uruguay | 2 – 0   |
| 4  | Busan           | 6 juni 2002      | WK 2002           | Frankrijk – Uruguay | 0 – 0   |
| 5  | Saint-Denis     | 19 november 2008 | Vriendschappelijk | Frankrijk – Uruguay | 0 – 0   |
| 6  | Kaapstad        | 11 juni 2010     | WK 2010           | Uruguay – Frankrijk | 0 – 0   |
| 7  | Le Havre        | 15 augustus 2012 | Vriendschappelijk | Frankrijk – Uruguay | 0 – 0   |
| 8  | Montevideo      | 5 juni 2013      | Vriendschappelijk | Uruguay − Frankrijk | 1 − 0   |
| 9  | Nizjni Novgorod | 6 juli 2018      | WK 2018           | Uruguay − Frankrijk | 0 − 2   |
| 10 | Saint-Denis     | 20 november 2018 | Vriendschappelijk | Frankrijk − Uruguay | 1 − 0   |

## Samenvatting
| Competitie        | Totaal gespeeld | Winst Frankrijk | Gelijk | Winst Uruguay | Doelsaldo Frankrijk – Uruguay |
| ----------------- | --------------- | --------------- | ------ | ------------- | ----------------------------- |
| WK-eindronde      | 4               | 1               | 2      | 1             | 3 − 2                         |
| Olympische Spelen | 1               | 0               | 0      | 1             | 1 − 5                         |
| Vriendschappelijk | 5               | 2               | 2      | 1             | 3 − 1                         |
| Totaal            | 10              | 3               | 4      | 3             | 7 − 8                         |

## Details

### Derde ontmoeting
| Vriendschappelijk (Parijs, Frankrijk, 21 augustus 1985): |              | |
| Frankrijk | 2 – 0        | Uruguay |
| Dominique Rocheteau 5' José Touré 56' | goals        | |
| Henri Michel | bondscoach   | Omar Borrás |
| Joël Bats Michel Bibard Yvon Le Roux Maxime Bossis William Ayache Alain Giresse Luis Fernandez Thierry Tusseau Michel Platini José Touré Dominique Rocheteau | opstellingen | Rodolfo Rodríguez Victor Hugo Diogo Nelson Gutiérrez Darío Pereira José Batista 77' Jorge Barrios Miguel Bossio Sergio Santin Venacio Ramos Enzo Francescoli 77' Wilmar Cabrera |
| | wissels      | 77' Mario Saralegui 77' Gustavo Dalto |

### Vierde ontmoeting
| WK 2002 (Busan, Zuid-Korea, 6 juni 2002): |              | |
| Frankrijk | 0 − 0        | Uruguay |
| | doelpunten   | |
| Roger Lemerre | bondscoach   | Víctor Púa |
| Fabien Barthez Bixente Lizarazu Patrick Vieira Marcel Desailly Sylvain Wiltord 93' Thierry Henry Lilian Thuram Emmanuel Petit Frank Lebœuf 16' David Trezeguet 81' Johan Micoud | opstellingen | Fabian Carini Alejandro Lembo Paolo Montero Pablo Garcia 72' Dario Rodriguez Gustavo Varela 60' Dario Silva Sebastián Abreu Gonzalo Sorondo 71' Marcelo Romero Alvaro Recoba |
| Vincent Candela 16' Djibril Cissé 81' Christophe Dugarry 93' | wissels      | 60' Federico Magallanes 71' Gonzalo De Los Santos 72' Gianni Guigou |
| Emmanuel Petit 45+2' | gele kaarten | 11' Pablo Garcia 45+2' Sebastián Abreu 45+3' Marcelo Romero 47' Dario Silva                                                                                                  |
| Thierry Henry 25' | rode kaarten | |

### Vijfde ontmoeting
| Vriendschappelijk (Saint-Denis, Frankrijk, 19 november 2008): |              | |
| Frankrijk | 0 – 0        | Uruguay |
| | goals        | |
| Raymond Domenech | bondscoach   | Oscar Tabárez |
| Hugo Lloris Rod Fanni William Gallas Philippe Mexès Patrice Évra Patrick Vieira 46' Jérémy Toulalan Yoann Gourcuff 72' Franck Ribéry 58' Thierry Henry 72' Nicolas Anelka 46' | opstellingen | Fabián Carini Bruno Silva Diego Lugano 18' Diego Godín Martín Cáceres Maximiliano Pereira Walter Gargano 71' Álvaro Pereira 82' Cristian Rodríguez 69' Luis Suárez 46' Diego Forlán |
| Alou Diarra 46' Steve Savidan 46' Karim Benzema 58' Jimmy Briand 72' Samir Nasri 46'                                                                                          | wissels      | 18' Carlos Valdez 46' Edinson Cavani 71' Mathías Cardaccio 69' Sebastián Abreu 82' Vicente Sánchez                                                                                  |
| | gele kaarten | 40' Martín Cáceres 56' Álvaro Pereira 90' Vicente Sánchez |
| - Debuut van Álvaro Pereira (CFR 1907 Cluj) en Mathías Cardaccio (AC Milan) voor Uruguay. De laatste is een neef van Alberto Cardaccio.                                       |              | |

### Zesde ontmoeting
| WK 2010 (Kaapstad, Zuid-Afrika, 11 juni 2010): |              | |
| Uruguay | 0 – 0        | Frankrijk |
| | goals        | |
| Oscar Tabárez | bondscoach   | Raymond Domenech |
| Fernando Muslera Diego Lugano Diego Godín Mauricio Victorino Luis Suárez 74' Diego Forlán Álvaro Pereira Diego Pérez 87' Maximiliano Pereira Egidio Arévalo Ignacio González 63' | opstellingen | Hugo Lloris Bakari Sagna Éric Abidal William Gallas Franck Ribéry 75' Yoann Gourcuff 85' Sidney Govou Patrice Evra Jérémy Toulalan Abou Diaby 72' Nicolas Anelka |
| Nicolás Lodeiro 63' Sebastián Abreu 74' Sebastián Eguren 87' | wissels      | 72' Thierry Henry 75' Florent Malouda 85' André-Pierre Gignac |
| Mauricio Victorino 59' Diego Lugano 90+3' | gele kaarten | 12' Patrice Evra 19' Franck Ribéry 68' Jérémy Toulalan |
| Nicolás Lodeiro 81' | rode kaarten | |

### Zevende ontmoeting
| Vriendschappelijk (Le Havre, Frankrijk, 15 augustus 2012): |              | |
| Frankrijk | 0 – 0        | Uruguay |
| | goals        | |
| Didier Deschamps | bondscoach   | Oscar Tabárez |
| Hugo Lloris Mathieu Debuchy 28' Mapou Yanga-Mbiwa Mamadou Sakho Patrice Evra Rio Mavuba 46' Maxime Gonalons Mathieu Valbuena 75' Franck Ribéry Karim Benzema 63' Olivier Giroud 75' | opstellingen | Fernando Muslera Maximiliano Pereira Mauricio Victorino Diego Lugano Diego Godín Álvaro Pereira 86' Diego Pérez 64' Walter Gargano Cristian Rodríguez 89' Diego Forlán Sebastián Abreu |
| Christophe Jallet 28' Étienne Capoue 46' Marvin Martin 63' Bafétimbi Gomis 75' Jimmy Briand 75'                                                                                     | wissels      | 64' Álvaro González 86' Sebastián Eguren 89' Sebastián Fernández |
| Marvin Martin 66' Étienne Capoue 80' | gele kaarten | 39' Álvaro Pereira 50' Diego Lugano 83' Diego Pérez |

### Achtste ontmoeting
| Vriendschappelijk (Montevideo, Uruguay, 5 juni 2013): |              | |
| Uruguay | 1 – 0        | Frankrijk |
| Luis Suárez 50' | goals        | |
| Oscar Tabárez | bondscoach   | Didier Deschamps |
| Fernando Muslera Maximiliano Pereira Diego Lugano 46' Sebastián Coates Martín Cáceres Álvaro Pereira 71' Nicolás Lodeiro 46' Walter Gargano Egidio Arévalo 46' Diego Forlán 46' Edinson Cavani 66' | opstellingen | Steve Mandanda Bacary Sagna Benoît Trémoulinas Laurent Koscielny Eliaquim Mangala 76' Blaise Matuidi 67' Mathieu Valbuena 58' Yoann Gourcuff 67' Étienne Capoue Dimitri Payet 58' Olivier Giroud |
| Sebastián Eguren 46' Andrés Scotti 46' Gastón Ramírez 46' Luis Suárez 46' Abel Hernández 66' Cristian Rodríguez 71' Martín Silva Juan Castillo Cristhian Stuani                                    | wissels      | 58' Bafétimbi Gomis 58' Alexandre Lacazette 67' Clément Grenier 67' Joshua Guilavogui 76' Yohan Cabaye Hugo Lloris Jérémy Mathieu Adil Rami Mamadou Sakho Mathieu Debuchy Karim Benzema          |
| Maximiliano Pereira 33' | gele kaarten | 63' Bafétimbi Gomis 71' Laurent Koscielny 88' Clément Grenier |
| - Debuut van Eliaquim Mangala (FC Porto), Clément Grenier (Olympique Lyonnais), Alexandre Lacazette (Olympique Lyonnais) en Joshua Guilavogui (AS Saint-Étienne) voor Frankrijk.                   |              | |

FFF · A-internationals · Selecties · Bondscoaches · Frans vrouwenelftal · Olympisch elftal · Frankrijk U21 · Frankrijk U20 · Frankrijk U19 · Frankrijk U18 · Frankrijk U17 · Frankrijk U16 · Vrouwen U17
1904 – 1919 ·
1920 – 1929 ·
1930 – 1939 ·
1940 – 1949 ·
1950 – 1959 ·
1960 – 1969 ·
1970 – 1979 ·
1980 – 1989 ·
1990 – 1999 ·
2000 – 2009 ·
2010 – 2019 ·
2020 – 2029
EK's: 1984 · 
1992 · 
1996 · 
2000 · 
2004 · 
2008 · 
2012 · 
2016 · 
2020 · 
2024
WK's: 1930 · 
1934 · 
1938 · 
1954 · 
1958 · 
1966 · 
1978 · 
1982 · 
1986 · 
1998 · 
2002 · 
2006 · 
2010 · 
2014 · 
2018 · 
2022
OS: 1900 · 
1908 · 
1920 · 
1924 · 
1948 · 
1952 · 
1960 · 
1968 · 
1976 · 
1984 · 
1996 · 
2020
1904 · 
1905 · 
1906 · 
1907 · 
1908 · 
1909 · 
1910 · 
1911 · 
1912 · 
1913 · 
1914 · 
1915 · 1916 · 1917 · 1918 · 
1919 · 
1920 · 
1921 · 
1922 · 
1923 · 
1924 · 
1925 · 
1926 · 
1927 · 
1928 · 
1929 · 
1930 · 
1931 · 
1932 · 
1933 · 
1934 · 
1935 · 
1936 · 
1937 · 
1938 · 
1939 · 
1940 · 1941  · 
1942 · 
1943 · 1944  · 
1945 · 
1946 · 
1947 · 
1948 · 
1949 · 
1950 · 
1951 · 
1952 · 
1953 · 
1954 · 
1955 · 
1956 · 
1957 · 
1958 · 
1959 ·
1960 · 
1961 · 
1962 · 
1963 · 
1964 · 
1965 · 
1966 · 
1967 · 
1968 · 
1969 ·
1970 · 
1971 · 
1972 · 
1973 · 
1974 · 
1975 · 
1976 · 
1977 · 
1978 · 
1979 ·
1980 · 
1981 · 
1982 · 
1983 · 
1984 · 
1985 · 
1986 · 
1987 · 
1988 · 
1989 · 
1990 · 
1991 · 
1992 · 
1993 · 
1994 · 
1995 · 
1996 · 
1997 · 
1998 · 
1999 · 
2000 · 
2001 · 
2002 · 
2003 · 
2004 · 
2005 · 
2006 · 
2007 · 
2008 · 
2009 · 
2010 · 
2011 · 
2012 · 
2013 · 
2014 · 
2015 · 
2016 · 
2017 · 
2018 ·
2019 ·
2020 ·
2021 ·
2022 ·
2023
Albanië ·
Algerije ·
Andorra ·
Argentinië ·
Armenië ·
Australië ·
Azerbeidzjan ·
België ·
Bolivia ·
Bosnië en Herzegovina ·
Brazilië ·
Bulgarije ·
Canada ·
Chili ·
China ·
Colombia ·
Costa Rica ·
Cyprus ·
Denemarken ·
Duitse Democratische Republiek ·
Duitsland ·
Ecuador ·
Egypte ·
Engeland ·
Estland ·
Faeröer ·
Finland ·
Georgië ·
Gibraltar ·
Griekenland ·
Honduras ·
Hongarije ·
Ierland ·
IJsland ·
Iran ·
Israël ·
Italië ·
Ivoorkust ·
Jamaica ·
Japan ·
Joegoslavië ·
Kameroen ·
Kazachstan ·
Koeweit ·
Kroatië ·
Letland ·
Litouwen ·
Luxemburg ·
Malta ·
Marokko ·
Mexico ·
Moldavië ·
Nederland ·
Nieuw-Zeeland ·
Nigeria ·
Noord-Ierland ·
Noorwegen ·
Oekraïne ·
Oostenrijk ·
Paraguay ·
Peru · 
Polen ·
Portugal ·
Roemenië ·
Rusland ·
Saoedi-Arabië ·
Schotland ·
Senegal ·
Servië ·
Slovenië ·
Slowakije ·
Sovjet-Unie ·
Spanje ·
Togo ·
Tsjechië ·
Tsjecho-Slowakije ·
Tunesië ·
Turkije ·
Uruguay ·
Verenigde Staten ·
Wales ·
Wit-Rusland ·
Zuid-Afrika ·
Zuid-Korea ·
Zweden ·
Zwitserland
Albanië (2016) ·
Argentinië (2018) ·
Argentinië (2022) ·
Australië (2018) · 
België (1904) · 
België (2018) · 
Brazilië (1998) · 
Brazilië (2006) · 
Denemarken (2002) · 
Denemarken (2018) ·
Duitsland (2014) · 
Duitsland (2021) · 
Ecuador (2014) · 
Engeland (1982) · 
Engeland (2012) · 
Engeland (2022) ·
Honduras (2014) · 
Hongarije (2021) · 
Italië (2000) · 
Italië (2006) · 
Italië (2008) · 
Japan (2001) · 
Kameroen (2003) · 
Koeweit (1982) · 
Kroatië (2018) · 
Marokko (2022) ·
Mexico (2010) · 
Nederland (2008) · 
Nigeria (2014) ·
Noord-Ierland (1982) · 
Oekraïne (2012) · 
Oostenrijk (1982) · 
Peru (2018) · 
Polen (1982) · 
Polen (2022) ·
Portugal (2006) · 
Portugal (2016) ·
Portugal (2021) ·
Roemenië (2008) ·
Roemenië (2016) ·
Senegal (2002) · 
Spanje (1984) ·
Spanje (2006) ·
Spanje (2012) ·
Spanje (2021) ·
Togo (2006) ·
Tsjecho-Slowakije (1982) ·
Uruguay (2002) ·
Uruguay (2010) ·
Uruguay (2018) ·
Zuid-Afrika (2010) ·
Zuid-Korea (2006) ·
Zweden (2012) ·
Zwitserland (2006) ·
Zwitserland (2014) ·
Zwitserland (2016) ·
Zwitserland (2021)
AUF · A-internationals · Selecties · Bondscoaches · Uruguayaans vrouwenelftal · Olympisch elftal · Uruguay U21 · Uruguay U20 · Uruguay U19 · Uruguay U18 · Uruguay U17
1900 – 1909 ·
1910 – 1919 ·
1920 – 1929 ·
1930 – 1939 ·
1940 – 1949 ·
1950 – 1959 ·
1960 – 1969 ·
1970 – 1979 ·
1980 – 1989 ·
1990 – 1999 ·
2000 – 2009 ·
2010 – 2019 ·
2020 – 2029
WK 1930 · 
WK 1950 · 
WK 1954 · 
WK 1962 · 
WK 1966 · 
WK 1970 ·
WK 1974 · 
WK 1986 · 
WK 1990 · 
WK 2002 · 
WK 2010 · 
WK 2014 · 
WK 2018
OS 1924 · 
OS 1928 ·
OS 2012
1902 · 
1903 · 
1904 · 
1905 · 
1906 · 
1907 · 
1908 · 
1909 ·
1910 · 
1911 · 
1912 · 
1913 · 
1914 · 
1915 · 
1916 · 
1917 · 
1918 · 
1919 ·
1920 · 
1921 · 
1922 · 
1923 · 
1924 · 
1925 · 
1926 · 
1927 · 
1928 · 
1929 ·
1930 · 
1931 · 
1932 · 
1933 · 
1934 · 
1935 · 
1936 · 
1937 · 
1938 · 
1939 ·
1940 · 
1941 · 
1942 · 
1943 · 
1944 · 
1945 · 
1946 · 
1947 · 
1948 · 
1949 ·
1950 · 
1951 · 
1952 · 
1953 · 
1954 · 
1955 · 
1956 · 
1957 · 
1958 · 
1959 ·
1960 · 
1961 · 
1962 · 
1963 · 
1964 · 
1965 · 
1966 · 
1967 · 
1968 · 
1969 ·
1970 · 
1971 · 
1972 · 
1973 · 
1974 · 
1975 · 
1976 · 
1977 · 
1978 · 
1979 ·
1980 · 
1981 · 
1982 · 
1983 · 
1984 · 
1985 · 
1986 · 
1987 · 
1988 · 
1989 ·
1990 ·
1991 · 
1992 · 
1993 · 
1994 · 
1995 · 
1996 · 
1997 · 
1998 · 
1999 · 
2000 · 
2001 · 
2002 · 
2003 · 
2004 · 
2005 · 
2006 · 
2007 · 
2008 · 
2009 · 
2010 · 
2011 · 
2012 · 
2013 · 
2014 · 
2015 · 
2016 ·
2017 ·
2018 ·
2019 ·
2020 ·
2021 ·
2022 ·
2023 ·
2024
Algerije ·
Angola ·
Argentinië ·
Australië ·
België ·
Bolivia ·
Brazilië ·
Bulgarije ·
Canada ·
Chili ·
China ·
Colombia ·
Costa Rica ·
Cuba ·
DDR ·
Denemarken ·
Duitsland ·
Ecuador ·
Egypte ·
Engeland ·
Estland ·
 Finland ·
Frankrijk ·
Georgië ·
Ghana ·
Guatemala ·
Haïti ·
Honduras ·
Hongarije ·
Ierland ·
India ·
Indonesië ·
Irak ·
Iran ·
Israël ·
Italië ·
Ivoorkust ·
Jamaica ·
Japan ·
Joegoslavië ·
Jordanië ·
Libië ·
Luxemburg ·
Maleisië ·
Mexico ·
Marokko ·
Nederland ·
Nicaragua ·
Nieuw-Zeeland ·
Nigeria ·
Noord-Ierland ·
Noorwegen ·
Oekraïne ·
Oezbekistan ·
Oman ·
Oostenrijk ·
Panama ·
Paraguay ·
Peru ·
Polen ·
Portugal ·
Roemenië ·
Rusland ·
Saarland ·
Saoedi-Arabië ·
Schotland ·
Senegal ·
Servië & Montenegro ·
Singapore ·
Slovenië ·
Sovjet-Unie ·
Spanje ·
Tahiti ·
Thailand ·
Trinidad en Tobago · 
Tsjechië ·
Tsjecho-Slowakije ·
Tunesië · 
Turkije ·
Venezuela ·
Verenigde Arabische Emiraten ·
Verenigde Staten ·
Wales ·
Zuid-Afrika ·
Zuid-Korea ·
Zweden ·
Zwitserland
Argentinië (1986) ·
België (1990) ·
Brazilië (1950) · 
Colombia (2014) ·
Costa Rica (2014) ·
Denemarken (1986) ·
Denemarken (2002) ·
Duitsland (2010) ·
Egypte (2018) ·
Engeland (2014) ·
Frankrijk (2002) ·
Frankrijk (2010) ·
Frankrijk (2018) ·
Ghana (2010) ·
Italië (1990) ·
Italië (2014) ·
Mexico (2010) ·
Nederland (1974) ·
Nederland (2010) ·
Portugal (2018) ·
Rusland (2018) ·
Saoedi-Arabië (2018) ·
Schotland (1986) ·
Senegal (2002) ·
Spanje (1990) ·
West-Duitsland (1986) ·
Zuid-Afrika (2010) ·
Zuid-Korea (1990) ·
Zuid-Korea (2010)